# Resultados do Carnaval do Rio de Janeiro em 1984
Nesta página estão listados os resultados dos concursos de escolas de samba, blocos de empolgação, blocos de enredo, coretos, frevos carnavalescos, ranchos carnavalescos e sociedades carnavalescas do carnaval do Rio de Janeiro do ano de 1984. Os desfiles foram realizados entre os dias 2 e 10 de março de 1984. Foi o primeiro carnaval realizado no Sambódromo da Marquês de Sapucaí, inaugurado no dia 2 de março de 1984, com o desfile do Grupo 1-B. O local foi construído nos cinco meses antes do desfile, sob a gestão do então governador do Rio de Janeiro, Leonel Brizola. Foi idealizado pelo então vice-governador, Darcy Ribeiro, e projetado pelo arquiteto Oscar Niemeyer.
Pela primeira vez, o desfile do Grupo 1-A foi dividido em duas noites, sendo que em cada noite uma escola seria declarada campeã. O desfile iniciado na noite de domingo foi vencido pela Portela, que conquistou seu 21.º título de campeã do carnaval. A escola homenageou Paulo da Portela, Natal da Portela e Clara Nunes, associando-os, respectivamente, aos orixás Oraniã, Oxóssi, e Iansã. O enredo "Contos de Areia" foi desenvolvido pelos carnavalescos Edmundo Braga e Paulino Espírito Santo. A Estação Primeira de Mangueira venceu o desfile iniciado na noite de segunda-feira, conquistando seu 13.º título de campeã. A escola homenageou o compositor Braguinha, que participou do desfile. O enredo "Yes, Nós Temos Braguinha" foi desenvolvido pelo carnavalesco Max Lopes. Num dos momentos mais marcantes do carnaval, a Mangueira deu meia volta na Praça da Apoteose, ao final de sua apresentação, iniciando um novo desfile, no sentindo contrário. Unidos da Tijuca e Unidos da Ponte foram rebaixadas.
Unidos do Cabuçu foi a campeã do Grupo 1-B com um desfile em homenagem à cantora Beth Carvalho. Além da Cabuçu, Santa Cruz, Em Cima da Hora e São Clemente também foram promovidas à primeira divisão. No sábado seguinte aos desfiles, foi realizado um supercampeonato disputado entre as três primeiras colocadas dos desfiles do Grupo 1-A de domingo e de segunda mais as duas primeiras colocadas do Grupo 1-B. A Mangueira sagrou-se supercampeã, conquistando seu 14.º título na folia carioca. Arranco e Unidos de Padre Miguel foram as campeãs do Grupo 2-A. União de Vaz Lobo venceu o Grupo 2-B. Vassourinhas ganhou a disputa de frevos. Decididos de Quintino e Foliões de Jacarepaguá venceram os grupos de ranchos. Diplomatas da Tiradentes foi campeão do concurso das grandes sociedades.
Pena Vermelha de Madureira, Razão de Viver, Mocidade Unida de Marechal Hermes, Cara de Boi e Bafo da Cobra venceram os grupos dos blocos de empolgação. Canários das Laranjeiras, Bloco do China, Império do Gramacho, Boêmios de Inhaúma, Custou mas Saiu, Unidos da Catruz, Baixada do Sapo, Corações Unidos da Vila Laíz, Xodó das Meninas do Jardim América, Unidos da Curtição e Engrossa foram os campeões dos grupos de blocos de enredo. No concurso de coretos, venceu o da Rua Nossa Senhora das Graças, em Ramos.

## Escolas de samba
O desfile das escolas de samba de 1984 foi o primeiro realizado no Sambódromo da Marquês de Sapucaí. No dia 11 de setembro de 1983, o então governador do Rio de Janeiro, Leonel Brizola, anunciou a construção de um local definitivo para os desfiles. O projeto foi executado pelo arquiteto Oscar Niemeyer e concluído em cinco meses, sendo inaugurado no dia 2 de março de 1984. Inicialmente denominado Avenida dos Desfiles, o local ficou popularmente conhecido como "sambódromo", termo criado pelo então vice-governador do Rio, Darcy Ribeiro, idealizador da obra. O sambódromo foi construído na Rua Marquês de Sapucaí, onde desde 1978 eram realizados os desfiles.

### Grupo 1-A
Pela primeira vez, o desfile da primeira divisão foi dividido em duas noites. A ideia, sugerida pela Associação das Escolas de Samba da Cidade do Rio de Janeiro (AESCRJ), foi acatada pela Riotur devido ao alto e crescente número de escolas de samba. Ficou definido que uma escola seria campeã da primeira noite de desfiles (iniciada no domingo) e outra escola venceria a segunda noite (iniciada na segunda-feira), sendo que os dois desfiles teriam comissões julgadoras diferentes. A ordem dos desfiles foi definida através de sorteio realizado no dia 16 de novembro de 1983. Cada agremiação teve 85 minutos para se apresentar, sendo quinze minutos para evoluir na Praça da Apoteose. A última colocada, de cada dia, seria rebaixada para a segunda divisão. No sábado das campeãs seria realizado um Supercampeonato disputado pelas três primeiras colocadas do desfile de domingo e de segunda-feira mais as duas primeiras colocadas do Grupo 1-B. A apuração das notas foi realizada na quarta-feira de cinzas, dia 7 de março de 1984, no Maracanãzinho. De acordo com o regulamento, os julgadores podiam distribuir notas de cinco à dez.

#### Desfile de domingo
A primeira noite de desfiles do Grupo 1-A teve início às 19 horas do domingo, dia 4 de março de 1984.
| Ordem dos desfiles |
| 1. Unidos da Tijuca 2. Império da Tijuca 3. Caprichosos de Pilares 4. Acadêmicos do Salgueiro 5. União da Ilha do Governador 6. Portela 7. Império Serrano |

Quesitos e julgadores
As escolas foram avaliadas em dez quesitos.
| Quesitos | Quesitos                     | Julgador 1             | Julgador 2                             |
| -------- | ---------------------------- | ---------------------- | -------------------------------------- |
|          | Mestre-Sala e Porta-Bandeira | Antônio Faro           | Irene Orazem                           |
|          | Comissão de Frente           | Maria Luiza Noronha    | Lena Frias                             |
|          | Fantasias                    | Tatiana Memória        | Marina Massarri                        |
|          | Alegorias e Adereços         | L. Figueiredo          | Rubens Breitmann                       |
|          | Conjunto                     | Guilherme Araújo       | Antônio Carlos Austregésilo de Athayde |
|          | Enredo                       | João Antônio           | Caribé da Rocha                        |
|          | Evolução                     | Eloísa Vasconcelos     | Armando Nesi                           |
|          | Harmonia                     | Ricardo Cravo Albin    | Ronaldo Miranda                        |
|          | Samba-Enredo                 | Gerardo de Melo Mourão | Fátima Guedes                          |
|          | Bateria                      | Milton Rodrigues       | Bené Nunes                             |

##### Classificação
Portela foi a campeã, conquistando seu vigésimo primeiro título no carnaval carioca. O campeonato anterior da escola foi conquistado quatro anos antes, em 1980. A Portela homenageou três importantes personalidades de sua história: Paulo da Portela, Natal da Portela e Clara Nunes. O sambista Paulo Benjamin de Oliveira, conhecido como Paulo da Portela, foi um dos fundadores da escola, tendo falecido em 1949. Natalino José do Nascimento, mais conhecido como Natal da Portela foi patrono da escola até sua morte, em 1975. A cantora Clara Nunes, falecida em 1983, era torcedora da agremiação. O enredo "Contos de Areia" foi desenvolvido pelos carnavalescos Edmundo Braga e Paulino Espírito Santo, e teve seu título inspirado na música "Conto de Areia", interpretada por Clara. No desfile, os homenageados pelo enredo foram associados à orixás: Paulo da Portela com Oraniã; Natal com Oxóssi; e Clara Nunes com Iansã. O samba-enredo da escola, composto por Dedé da Portela e Norival Reis é comumente listado entre os melhores da história do carnaval.
Império Serrano foi vice-campeão por dois pontos de diferença para a campeã. O Império realizou um desfile sobre a malandragem, da época do Descobrimento do Brasil até a era contemporânea. Terceira colocada, a Caprichosos de Pilares homenageou o humorista Chico Anysio, criticou os políticos brasileiros e reivindicou eleições presidenciais diretas no Brasil. Portela, Império e Caprichosos foram classificadas para o Supercampeonato. Acadêmicos do Salgueiro ficou em quarto lugar com uma apresentação sobre influência da cultura negra no samba. O enredo "Skindô, Skindô" foi inspirado num show produzido por Haroldo Costa. Com um desfile sobre provérbios e ditos populares, a União da Ilha do Governador se classificou em quinto lugar. Penúltimo colocado, o Império da Tijuca realizou um desfile criticando a Lei 9215, que proibia os cassinos no Brasil. Após quatro carnavais consecutivos no Grupo 1-A, a Unidos da Tijuca foi rebaixada para a segunda divisão. A escola abriu o desfile de domingo com um enredo sobre os povos malês.
| Legenda: Classificadas para o Supercampeonato Rebaixada para o Grupo 1-B |

| Col. | Escola                      | Enredo                                                                  | Carnavalesco(a)                        | Pontos |
| ---- | --------------------------- | ----------------------------------------------------------------------- | -------------------------------------- | ------ |
| 1    | Portela                     | Contos de Areia                                                         | Edmundo Braga e Paulino Espírito Santo | 203    |
| 2    | Império Serrano             | Foi Malandro, É                                                         | Renato Lage                            | 201    |
| 3    | Caprichosos de Pilares      | A Visita da Nobreza do Riso a Chico Rei, num Palco nem Sempre Iluminado | Luiz Fernando Reis                     | 193    |
| 4    | Acadêmicos do Salgueiro     | Skindô, Skindô                                                          | Arlindo Rodrigues                      | 192    |
| 5    | União da Ilha do Governador | Quem Pode, Pode, Quem não Pode...                                       | Geraldo Cavalcante                     | 188    |
| 6    | Império da Tijuca           | 9215                                                                    | José Félix                             | 157    |
| 7    | Unidos da Tijuca            | Salamaleikum, a Epopéia dos Insubmissos Malês                           | Ilvamar Magalhães e Luiz Carlos Cruz   | 143    |

#### Desfile de segunda-feira
A segunda noite de desfiles do Grupo 1-A teve início às 19 horas da segunda-feira, dia 5 de março de 1984.
| Ordem dos desfiles |

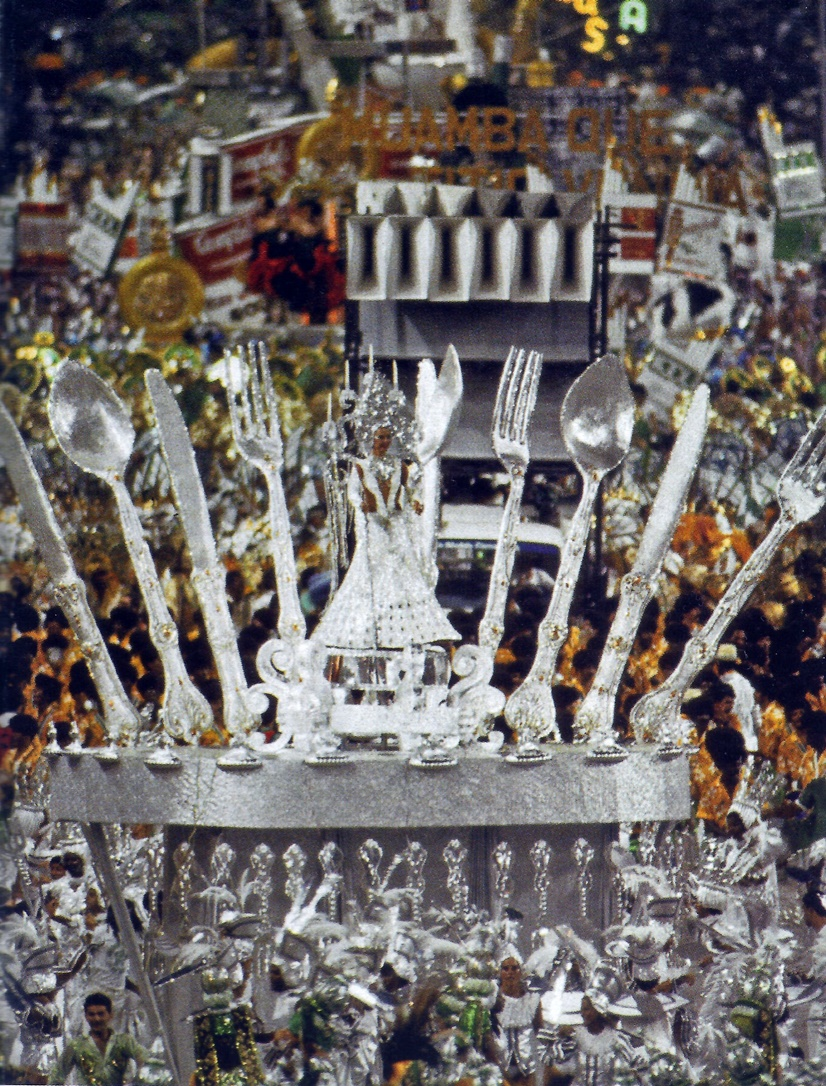
Alegoria da Mocidade, a escola foi vice-campeã do desfile de segunda-feira.

| 1. Estácio de Sá 2. Unidos da Ponte 3. Mocidade Independente de Padre Miguel 4. Unidos de Vila Isabel 5. Imperatriz Leopoldinense 6. Beija-Flor 7. Estação Primeira de Mangueira |

Quesitos e julgadores
As escolas foram avaliadas em dez quesitos.
| Quesitos | Quesitos                     | Julgador 1           | Julgador 2       |
| -------- | ---------------------------- | -------------------- | ---------------- |
|          | Mestre-Sala e Porta-Bandeira | Johnny Franklin      | Márcia Rodrigues |
|          | Comissão de Frente           | Jorge Sales          | Neuma Quadros    |
|          | Fantasias                    | Joãozinho Miranda    | Adelson do Prado |
|          | Alegorias e Adereços         | Ascânio MMM          | Haroldo Barbosa  |
|          | Conjunto                     | Wolf Maya            | Olga Savary      |
|          | Enredo                       | Alfredo Brito        | Ferdy Carneiro   |
|          | Evolução                     | Eliana Pantoja       | Wanda Garcia     |
|          | Harmonia                     | Ricardo Tacuchian    | Glauco Ferreira  |
|          | Samba-Enredo                 | Ilmar de Carvalho    | Walmir Leal      |
|          | Bateria                      | Henrique Morelembaun | Orlando Silveira |

##### Classificação
Estação Primeira de Mangueira foi a campeã, conquistando seu décimo terceiro título no carnaval carioca, quebrando o jejum de onze anos sem conquistas. O título anterior da escola foi conquistado em 1973. A Mangueira encerrou a segunda noite com uma homenagem ao compositor Braguinha. O enredo "Yes, Nós Temos Braguinha" foi desenvolvido pelo carnavalesco Max Lopes, que conquistou seu primeiro campeonato na elite do carnaval carioca. O homenageado desfilou no carro abre-alas. Ao final da apresentação, a escola deu meia volta na Praça da Apoteose, iniciando um novo desfile, no sentindo contrário, sendo seguida pelo público.
Mocidade Independente de Padre Miguel foi a vice-campeã por sete pontos de diferença para a Mangueira. A Mocidade realizou um desfile sobre a muamba. Terceira colocada, a Beija-Flor realizou um desfile sobre o povo brasileiro. Mangueira, Mocidade e Beija-Flor se classificaram para disputar o Supercampeonato. Imperatriz Leopoldinense ficou em quarto lugar com uma apresentação sobre a situação econômica da época. Com uma homenagem à todos que trabalham na preparação do carnaval, a Unidos de Vila Isabel se classificou em quinto lugar. De volta à primeira divisão, após vencer o Grupo 1-B do ano anterior, a Unidos de São Carlos se rebatizou para Estácio de Sá. A escola atingiu a penúltima colocação com um desfile sobre o carnaval. Última colocada, a Unidos da Ponte foi rebaixada para a segunda divisão. A escola apresentou um desfile sobre as oferendas servidas aos orixás.
| Legenda: Classificadas para o Supercampeonato Rebaixada para o Grupo 1-B |

| Col. | Escola                                | Enredo                             | Carnavalesco(a)                | Pontos |
| ---- | ------------------------------------- | ---------------------------------- | ------------------------------ | ------ |
| 1    | Estação Primeira de Mangueira         | Yes, Nós Temos Braguinha           | Max Lopes                      | 208    |
| 2    | Mocidade Independente de Padre Miguel | Mamãe Eu Quero Manaus              | Fernando Pinto                 | 201    |
| 3    | Beija-Flor                            | O Gigante em Berço Esplêndido      | Joãosinho Trinta               | 193    |
| 4    | Imperatriz Leopoldinense              | Alô Mamãe                          | Rosa Magalhães e Lícia Lacerda | 189    |
| 5    | Unidos de Vila Isabel                 | Pra Tudo Se Acabar na Quarta-feira | Fernando Costa                 | 183    |
| 6    | Estácio de Sá                         | Quem É Você?                       | Sílvio Cunha                   | 173    |
| 7    | Unidos da Ponte                       | Oferendas                          | Geraldo Cavalcanti             | 168    |

#### Supercampeonato
O desfile do Supercampeonato foi realizado no Sambódromo da Marquês de Sapucaí entre as 19 horas e 20 minutos do sábado, dia 10 de março de 1984, e as 11 horas do dia seguinte. Os blocos Canários das Laranjeiras e Flor da Mina do Andaraí desfilaram sem participar da disputa. A ordem dos desfiles previa que os blocos desfilassem após a última escola de samba, mas foi alterada antes do início das apresentações.
| Ordem dos desfiles |

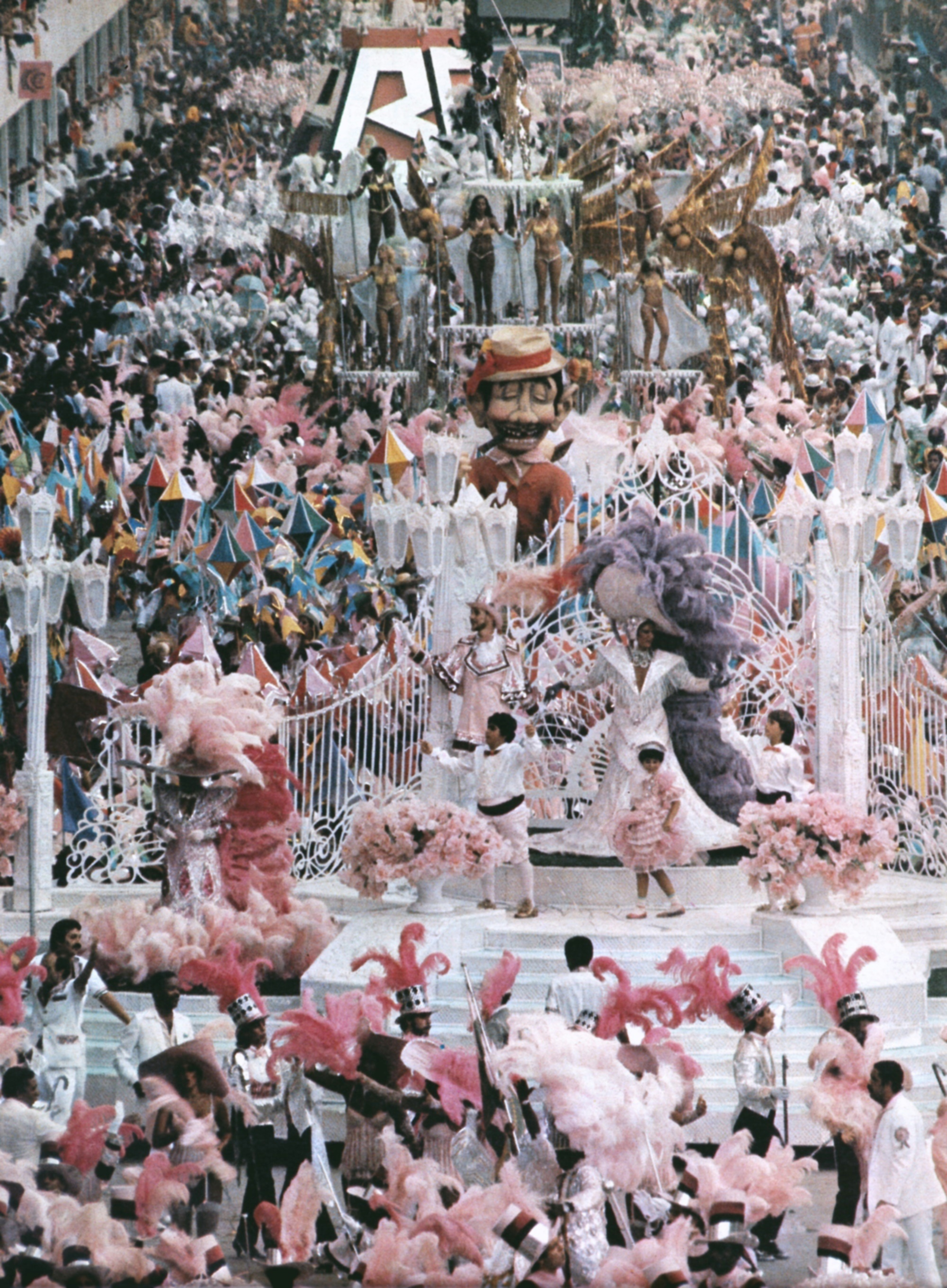
Desfile da Estação Primeira de Mangueira, a supercampeã do carnaval de 1984.

| 1. Acadêmicos de Santa Cruz 2. Unidos do Cabuçu 3. Flor da Mina do Andaraí (sem disputar) 4. Canários das Laranjeiras (sem disputar) 5. Caprichosos de Pilares 6. Beija-Flor 7. Império Serrano 8. Mocidade Independente de Padre Miguel 9. Portela 10. Estação Primeira de Mangueira |

Quesitos e julgadores
As escolas foram avaliadas em sete quesitos. Seguindo o regulamento do concurso, os quesitos Alegorias e Adereços, Enredo e Fantasias não foram julgados.
| Quesitos | Quesitos                     | Julgador 1          | Julgador 2               |
| -------- | ---------------------------- | ------------------- | ------------------------ |
|          | Bateria                      | Sebastião Gonçalves | Luiz Anunciação          |
|          | Samba-Enredo                 | José Louzeiro       | Roberto Balay            |
|          | Harmonia                     | Alan Caruso         | Turíbio Santos           |
|          | Evolução                     | Denis Gray          | Lourdes Bastos           |
|          | Conjunto                     | Paulo Ubiratan      | Jane Ilanht              |
|          | Comissão de Frente           | Edilberto Coutinho  | João Baptista Vargens    |
|          | Mestre-Sala e Porta-Bandeira | Jorge Siqueira      | Márcia Barroso do Amaral |

##### Classificação
Campeã do desfile de segunda-feira, a Estação Primeira de Mangueira conquistou seu décimo quarto título ao sagrar-se também supercampeã. Campeã do desfile de domingo, a Portela ficou em segundo lugar com dois pontos de diferença para a Mangueira.
| Col. | Escola                                | Pontos | Desempate             |
| ---- | ------------------------------------- | ------ | --------------------- |
| 1    | Estação Primeira de Mangueira         | 139    | -                     |
| 2    | Portela                               | 137    | -                     |
| 3    | Mocidade Independente de Padre Miguel | 128    | Samba-Enredo (18 pts) |
| 4    | Império Serrano                       | 128    | Samba-Enredo (17 pts) |
| 5    | Beija-Flor                            | 127    | -                     |
| 6    | Caprichosos de Pilares                | 120    | -                     |
| 7    | Unidos do Cabuçu                      | 111    | -                     |
| 8    | Acadêmicos de Santa Cruz              | 101    | -                     |

### Grupo 1-B
O desfile do Grupo 1-B (segunda divisão) foi organizado pela AESCRJ e realizado entre as 21 horas e 45 minutos da sexta-feira, dia 2 de março de 1984, e as 12 horas e 30 minutos do dia seguinte. Foi o primeiro evento oficial no Sambódromo da Marquês de Sapucaí, inaugurado horas antes do início do desfile. Cada agremiação teve 85 minutos para se apresentar, sendo quinze minutos para evoluir na Praça da Apoteose.
| Ordem dos desfiles |
| 1. Império do Marangá 2. Arrastão de Cascadura 3. São Clemente 4. Acadêmicos do Engenho da Rainha 5. Unidos do Jacarezinho 6. Unidos do Cabuçu 7. Acadêmicos de Santa Cruz 8. Unidos de Bangu 9. Paraíso do Tuiuti 10. Lins Imperial 11. Em Cima da Hora 12. Unidos de Lucas |

Quesitos e julgadores

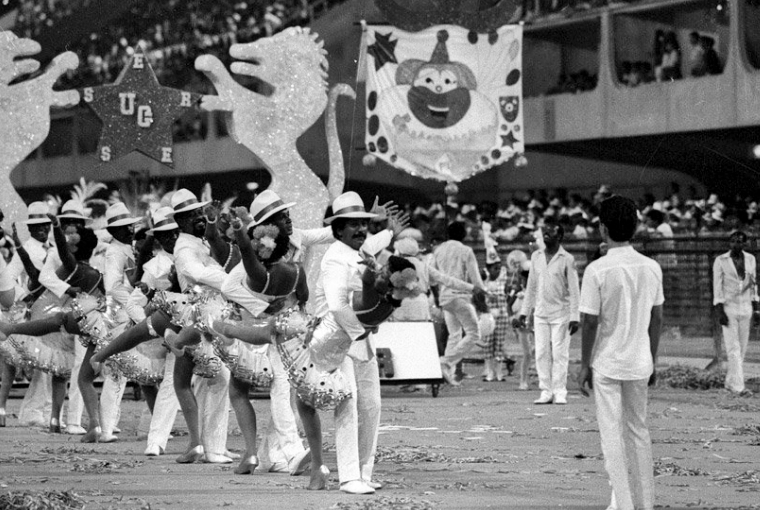
Imagem do desfile de 1984 da Unidos do Cabuçu. Escola foi a campeã do Grupo 1-B.

As escolas foram avaliadas em dez quesitos.
| Quesitos | Quesitos                     | Julgadores             | Julgadores                |
| -------- | ---------------------------- | ---------------------- | ------------------------- |
|          | Mestre-Sala e Porta-Bandeira | Beatriz Maron          | Regina Bertelli           |
|          | Comissão de Frente           | Carlos Alberto Machado | Roberto Rogozinski        |
|          | Fantasias                    | Eky Santos             | Márcia Vasconcelos        |
|          | Alegorias e Adereços         | Edgard Cardoso Barbosa | José Bartelli Sobrinho    |
|          | Conjunto                     | Antônio Idaló Neto     | Roberto Costa Teixeira    |
|          | Enredo                       | Cláudio Pinheiro       | Evangelista Piconé        |
|          | Evolução                     | Loracy Setragni        | Valéria Barreto           |
|          | Harmonia                     | Luís Orlando           | Miro Facitte              |
|          | Samba-Enredo                 | Genzon Martinelli      | Waldir Barcelos Machado   |
|          | Bateria                      | Ataíde Becki           | José de Oliveira Teixeira |

#### Classificação
Unidos do Cabuçu foi a campeã, conquistando seu segundo título na segunda divisão do carnaval. Com a vitória, a escola garantiu sua promoção ao grupo principal, de onde estava afastada desde 1977. A Cabuçu homenageou a cantora Beth Carvalho, que participou do desfile. Acadêmicos de Santa Cruz ficou com o vice-campeonato por um ponto de diferença para a campeã. A escola também foi promovida à primeira divisão, de onde estava afastada desde 1970. Cabuçu e Santa Cruz também foram classificadas para disputar o Supercampeonato. Em Cima da Hora e São Clemente também foram promovidas ao Grupo 1-A. Últimas colocadas, Paraíso do Tuiuti e Império do Marangá foram rebaixadas para a terceira divisão.
| Legenda: Promovidas ao Grupo 1-A Rebaixadas para o Grupo 2-A |

| Col. | Escola                          | Enredo                                                         | Carnavalesco(a)                                    | Pontos | Desempate        |
| ---- | ------------------------------- | -------------------------------------------------------------- | -------------------------------------------------- | ------ | ---------------- |
| 1    | Unidos do Cabuçu                | Beth Carvalho, a Enamorada do Samba                            | Lula Carvalho e Edmundo Souto                      | 198    | -                |
| 2    | Acadêmicos de Santa Cruz        | Acima da Coroa de Um Rei, Só Um Deus                           | José Lima Galvão e Gil Ricon                       | 197    | -                |
| 3    | Em Cima da Hora                 | 33, Destino D. Pedro II                                        | José Leonídio e Regina Celi                        | 189    | -                |
| 4    | São Clemente                    | Não Corra, não Mate, não Morra - O Diabo Está Solto no Asfalto | Carlinhos Andrade e Roberto Costa                  | 187    | -                |
| 5    | Acadêmicos do Engenho da Rainha | O Tucá Juê                                                     | Roberto Bastos                                     | 185    | -                |
| 6    | Unidos de Bangu                 | Atrás do Trio Elétrico                                         | Yubiratan Corrêa (Lacerda) e José Eugênio da Silva | 182    | -                |
| 7    | Arrastão de Cascadura           | O Conto Lendário de Marabá                                     | Ailton Oliveira                                    | 181    | Bateria (18 pts) |
| 8    | Unidos de Lucas                 | Dança Brasil                                                   | Luiz Fernando Reis                                 | 181    | Bateria (17 pts) |
| 9    | Lins Imperial                   | Só Vale Quem Tem Dinheiro                                      | Poty e René Amaral                                 | 176    | -                |
| 10   | Unidos do Jacarezinho           | Ziguezagueando no Zum Zum da Fantasia                          | Jesué Silva e Moryd Baimaceda                      | 163    | -                |
| 11   | Paraíso do Tuiuti               | 1984 - Um Ano de Otimismo                                      | Billy Acioli                                       | 152    | -                |
| 12   | Império do Marangá              | Águas Lendárias                                                | Carlos Albert e Walter Nogueira                    | 140    | -                |

### Grupo 2-A
O desfile do Grupo 2-A (terceira divisão) foi organizado pela AESCRJ e realizado na Avenida Rio Branco. Devido ao atraso no desfile dos blocos, teve início à meia-noite e trinta minutos da segunda-feira, dia 5 de março de 1984, se estendendo até as 11 horas e 35 minutos. Cerca de cinquenta mil pessoas acompanharam o desfile. Cada agremiação teve 60 minutos para se apresentar.
| Ordem dos desfiles |
| 1. Acadêmicos do Cachambi 2. Unidos do Uraiti 3. Unidos de Padre Miguel 4. Mocidade Unida de Jacarepaguá 5. Tupy de Brás de Pina 6. Unidos de Manguinhos 7. Unidos da Vila Santa Tereza 8. Foliões de Botafogo 9. Unidos de Nilópolis 10. União de Jacarepaguá 11. Independentes de Cordovil 12. Arranco |

Quesitos e julgadores
As escolas foram avaliadas em dez quesitos.
| Legenda: * Sem informação disponível |

| Quesitos | Quesitos                     | Julgadores                  | Julgadores                    |
| -------- | ---------------------------- | --------------------------- | ----------------------------- |
|          | Mestre-Sala e Porta-Bandeira | Octacílio de Sousa          | Rivaldo do Nascimento Souza   |
|          | Comissão de Frente           | Elzébia Silva do Nascimento | Fernando César Procópio       |
|          | Fantasias                    | *                           | *                             |
|          | Alegorias e Adereços         | Bibiano de Assis Neto       | Romário Melo Castro           |
|          | Conjunto                     | Fernando Tolda              | Jorge da Conceição            |
|          | Enredo                       | Angelo da Silva Bretas      | João Severino                 |
|          | Evolução                     | Carlos Withe Nina Rodrigues | Otoniel Serra                 |
|          | Harmonia                     | Cecília Crespo Severino     | José Henrique                 |
|          | Samba-Enredo                 | Paulo Garcia Rosa           | Sebastião Marques Balbino     |
|          | Bateria                      | Cleber Calixto              | Dilmar Macieira do Nascimento |

#### Classificação
Arranco e Unidos de Padre Miguel foram as campeãs. As duas escolas receberam nota máxima de todos os julgadores, sendo impossível o desempate. Com a vitória, o Arranco garantiu seu retorno ao Grupo 1-B, de onde foi rebaixada em 1982. A escola realizou um desfile sobre aves brasileiras. A Unidos de Padre Miguel foi promovida à segunda divisão, de onde estava afastada desde 1976. A escola realizou um desfile sobre o Quilombo dos Palmares.
| Legenda: Promovidas ao Grupo 1-B * Sem informação disponível |

| Col. | Escola                        | Enredo                                        | Carnavalesco(a)                                       | Pontos |
| ---- | ----------------------------- | --------------------------------------------- | ----------------------------------------------------- | ------ |
| 1    | Arranco                       | As Aves que Aqui Gorjeiam                     | Hector Higino                                         | 210    |
| 1    | Unidos de Padre Miguel        | O Quilombo dos Palmares                       | Arlindo Rodrigues                                     | 210    |
| 2    | Independentes de Cordovil     | Terreiro, Sala e Salão: Martinho da Vila, Axé | *                                                     | 201    |
| 3    | União de Jacarepaguá          | É, Porque Aqui                                | Nilson da Cruz Bulhões e Paulo Gonçalves              | 192    |
| 4    | Unidos de Nilópolis           | Glória à Vizinha Faladeira                    | *                                                     | 188    |
| 5    | Tupy de Brás de Pina          | Rio, Carnaval e Cinzas                        | Jorge de Carvalho                                     | 180    |
| 6    | Mocidade Unida de Jacarepaguá | O Santo do Pau Oco                            | Antônio Carbonelli, Gibi, Agnaldo e Wanderley Caramba | 173    |
| 7    | Unidos da Vila Santa Tereza   | No Meu Tempo de Criança                       | Adolfo Sodré                                          | 170    |
| 8    | Unidos de Manguinhos          | Mentira Carioca                               | *                                                     | 169    |
| 9    | Foliões de Botafogo           | Traços de Raça                                | *                                                     | 167    |
| 10   | Unidos do Uraiti              | O Calendário                                  | *                                                     | 166    |
| 11   | Acadêmicos do Cachambi        | Rio, Tu Foste, e o Que Serás?                 | *                                                     | 150    |

### Grupo 2-B
O desfile do Grupo 2-B (quarta divisão) foi organizado pela AESCRJ e realizado na Avenida Rio Branco entre as 23 horas da segunda-feira, dia 5 de março de 1984, e as 6 horas do dia seguinte. Cada agremiação teve 60 minutos para se apresentar.
| Ordem dos desfiles |
| 1. Unidos da Zona Sul 2. Unidos de Cosmos 3. Grande Rio 4. Sereno de Campo Grande 5. União de Rocha Miranda 6. União de Vaz Lobo |

#### Classificação
União de Vaz Lobo foi a campeã, sendo promovida à terceira divisão, de onde estava afastada desde 1978. Vice-campeão, o Sereno de Campo Grande também foi promovido ao Grupo 1-B.
| Legenda: Promovidas ao Grupo 1-B * Sem informação disponível |

| Col. | Escola                 | Enredo                                          | Carnavalesco(a)   | Pontos |
| ---- | ---------------------- | ----------------------------------------------- | ----------------- | ------ |
| 1    | União de Vaz Lobo      | Adoiá                                           | Jorge Bithencourt | 206    |
| 2    | Sereno de Campo Grande | Axé dos Orixás                                  | *                 | 199    |
| 3    | União de Rocha Miranda | De D. João VI a Joãozinho Trinta                | Wilson Miranda    | 180    |
| 4    | Grande Rio             | De Roma Pagã ao Esplendor da Cidade Maravilhosa | *                 | 169    |
| 5    | Unidos de Cosmos       | Carnaval do Passado                             | *                 | 168    |
| 6    | Unidos da Zona Sul     | Décimo Aniversário, Parabéns Zona Sul           | Dona Ana          | 155    |

## Blocos de empolgação
Os desfiles dos blocos de empolgação foram organizados pela Federação dos Blocos Carnavalescos do Estado do Rio de Janeiro (FBCERJ). A apuração dos resultados foi realizada na quinta-feira, dia 8 de março de 1984, no Maracanãzinho.

### Grupo A-1
O desfile do Grupo A-1 foi realizado a partir das 15 horas da segunda-feira, dia 5 de março de 1984, no Boulevard 28 de Setembro, em Vila Isabel. Pena Vermelha de Madureira foi o campeão.
| Col. | Bloco                               |
| ---- | ----------------------------------- |
| 1    | Pena Vermelha de Madureira          |
| 2    | Fala Meu Louro                      |
| 3    | Furão de Olaria                     |
| 4    | Temporão de Cordovil                |
| 5    | Independente do Morro do Pinto      |
| 6    | Mocidade da Mallet                  |
| 7    | Caracol de Copacabana               |
| 8    | Grilo de Bangu                      |
| 9    | Onda Braba de Vista Alegre          |
| 10   | Bacanas da Piedade                  |
| 11   | Eles que Digam                      |
| 12   | Unidos da Gregório de Vigário Geral |

### Grupo A-2
O desfile do Grupo A-2 foi realizado na segunda-feira, dia 5 de março de 1984, na Rua Dias da Cruz, no Méier. Razão de Viver foi o campeão. Sineta do Engenho Novo foi desclassificado por desfilar com um tripé, o que é proibido pelo regulamento.
| Col. | Bloco                           |
| ---- | ------------------------------- |
| 1    | Razão de Viver                  |
| 2    | O Feitiço É Nosso               |
| 3    | Paz e Harmonia                  |
| 4    | Unidos da Lapa                  |
| 5    | Magnatas de Engenheiro Pedreira |
| 6    | Beco do Sorriso                 |
| 7    | Balanço da Mangueira            |
| 8    | Sufoco de Olaria                |
| 9    | Unidos de Botafogo              |
| 10   | Cardosão de Laranjeiras         |
| 11   | Coração das Meninas             |

### Grupo A-3
O desfile do Grupo A-3 foi realizado a partir das 15 horas do domingo, dia 4 de março de 1984, na Rua Domingos Lopes, em Madureira. Mocidade Unida de Marechal Hermes foi o campeão.
| Col. | Bloco                             |
| ---- | --------------------------------- |
| 1    | Mocidade Unida de Marechal Hermes |
| 2    | Chega Mais do Caju                |
| 3    | Alegria da Capelinha              |
| 4    | Unidos de Oswaldo Cruz            |
| 5    | Chuchu Beleza de Irajá            |
| 6    | Unidos do Coqueiro                |
| 7    | Chamego de Benfica                |
| 8    | Caprichosos de Santa Margarida    |
| 9    | Lelé da Cuca                      |
| 10   | Amendoeira                        |
| 11   | Caciquinho de Inhoaíba            |
| 12   | Xavantes do Tingui                |

### Grupo A-4
O desfile do Grupo A-4 foi realizado na segunda-feira, dia 5 de março de 1984, na Estrada da Água Grande, em Vista Alegre. Cara de Boi foi o campeão.
| Col. | Bloco                |
| ---- | -------------------- |
| 1    | Cara de Boi          |
| 2    | Tigre de Bonsucesso  |
| 3    | Nasceu Mais Um       |
| 4    | Escovão da Riachuelo |
| 5    | Leão de Realengo     |
| 6    | Xodó de Oswaldo Cruz |
| 7    | Mocidade da Pavuna   |
| 8    | Pulo da Onça         |
| 9    | Urubu Cheiroso       |
| 10   | Tigre da Vila        |
| 11   | Corações Amigos      |
| 12   | Avante de Guadalupe  |
| 13   | Bafo da Zebra        |
| 14   | Cheirosos da Penha   |

### Grupo A-5
O desfile do Grupo A-5 foi realizado na segunda-feira, dia 5 de março de 1984, na Avenida Nova York, em Bonsucesso. Bafo da Cobra foi o campeão.
| Col. | Bloco                  |
| ---- | ---------------------- |
| 1    | Bafo da Cobra          |
| 2    | Unidos da Vacaria      |
| 3    | Amores de Padre Miguel |

## Blocos de enredo
Os desfiles dos blocos de enredo foram organizados pela FBCERJ. A apuração dos resultados foi realizada na quinta-feira, dia 8 de março de 1984, no Maracanãzinho.

### Grupo 1-A
O desfile do Grupo 1-A foi realizado no Sambódromo da Marquês de Sapucaí, entre a noite do sábado, dia 3 de março de 1984, e a tarde do dia seguinte. Canários das Laranjeiras foi o campeão. Canários e Flor da Mina foram classificados para desfilar no Supercampeonato, mas sem participar da disputa.
| Legenda: Supercampeonato Rebaixados para o Grupo 1-B |

| Col. | Bloco                               | Enredo                                               |
| ---- | ----------------------------------- | ---------------------------------------------------- |
| 1    | Canários das Laranjeiras            | Canariando                                           |
| 2    | Flor da Mina do Andaraí             | Caleidoscópio das Ilusões                            |
| 3    | Quem Fala de Nós Não Sabe o Que Diz | Banzo                                                |
| 4    | Alegria de Copacabana               | Maracatu e as Negras Raízes                          |
| 5    | Unidos da Vila Kennedy              | Quem Dá Mais                                         |
| 6    | Unidos do Jardim Botânico           | Clara Guerreira                                      |
| 7    | Difícil É o Nome                    | Rei dos Reis, Garrincha                              |
| 8    | Leão de Nova Iguaçu                 | Cantos, Encantos e Recantos da Bahia                 |
| 9    | Unidos de São Cristóvão             | Aí Que Saudade da Amélia (Homenagem a Ataulfo Alves) |
| 10   | Unidos do Cabral                    | Carnaval dos Carnavais                               |
| 11   | Bafo de Bode                        | Primavera, Samba e Alegria                           |
| 12   | Embalo do Catete                    | Riso e Rango                                         |
| 13   | Boêmios do Andaraí                  | A Chama Que Não Se Apagou Candeia                    |
| 14   | Vai Se Quiser                       | Terra Mãe                                            |

### Grupo 1-B
Bloco do China foi o campeão, sendo promovido ao Grupo 1-A junto com Unidos da São Brás e Acadêmicos do Vidigal. Os últimos colocados foram rebaixados para o Grupo 2-A.
| Legenda: Promovidos ao Grupo 1-A Rebaixados para o Grupo 2-A |

| Col. | Bloco                                  | Enredo                          |
| ---- | -------------------------------------- | ------------------------------- |
| 1    | Bloco do China                         | Palmares, Reino de um Rei Negro |
| 2    | Unidos da São Brás                     | O Reino das Águas               |
| 3    | Acadêmicos do Vidigal                  | Gaste Antes Que Acabe           |
| 4    | Boi da Freguesia da Ilha do Governador | Sorria e Direi Quem És          |
| 5    | Mocidade de Guararapes                 | Nação Maracatu Elefante         |
| 6    | Bafo do Leão                           | Duas Vezes Carioca              |
| 7    | Sai Como Pode                          | Trovão dos Atabaques            |
| 8    | Unidos do Cantagalo                    | As Quatro Estações do Ano       |
| 9    | Unidos da Villa Rica                   | São Cristóvão Imperial          |
| 10   | Mocidade Independente de Inhaúma       | Despertar dos Tambores          |
| 11   | Cacareco Unidos do Leblon              | De Conversa Fiada Eu Ando Cheio |
| 12   | Coroado de Jacarepaguá                 | Homenagem a Lamartine Babo      |
| 13   | Imperial de Lucas                      | A Lenda da Princesa Aqualtune   |
| 14   | Mocidade do Lins                       | Hoje Ninguém é de Ninguém       |

### Grupo 2-A
Império do Gramacho foi o campeão, sendo promovido ao Grupo 1-B junto com Mocidade de Vicente de Carvalho e Xuxu. Os últimos colocados foram rebaixados para o Grupo 2-B.
| Legenda: Promovidos ao Grupo 1-B Rebaixados para o Grupo 2-B |

| Col. | Bloco                           | Enredo                                                 |
| ---- | ------------------------------- | ------------------------------------------------------ |
| 1    | Império do Gramacho             | No Giro da Bahia                                       |
| 2    | Mocidade de Vicente de Carvalho | Folclore dos Canaviais                                 |
| 3    | Xuxu                            | Chico Rei                                              |
| 4    | Turma da Chupeta                | Do Alvorecer ao Sublime Anoitecer                      |
| 5    | Mataram Meu Gato                | Maravilhas da Natureza                                 |
| 6    | Império de Botafogo             | Maravilhas do Rio                                      |
| 7    | Corações Unidos de Bonsucesso   | Chamas Que Não Se Apagam (Candeia e Silas de Oliveira) |
| 8    | Mocidade de São Matheus         | Ah! Que Saudades Que Eu Tenho                          |
| 9    | Namorar Eu Sei                  | A Festa dos Reis Negros Coroados                       |
| 10   | Império da Gávea                | Quilombo dos Palmares e Arte Negra                     |
| 11   | Boêmios da Vila Aliança         | Ginga, Presença de Angola no Brasil                    |
| 12   | Vem como Pode                   | Vilma, a Deusa da Passarela                            |
| 13   | Caprichosos de Bento Ribeiro    | Reis e Rainhas de Chita                                |
| 14   | Embalo do Morro do Urubu        | De Mucama a Sinhá, Essa Nega Fulô                      |

### Grupo 2-B
Boêmios de Inhaúma foi o campeão, sendo promovido ao Grupo 1-B. Dragão de Nilópolis, Cometas do Bispo e Acadêmicos da Abolição foram promovidos ao Grupo 2-B. Os últimos colocados foram rebaixados para o Grupo 3-A.
| Legenda: Promovido ao Grupo 1-B Promovidos ao Grupo 2-A Rebaixados para o Grupo 3-A |

| Col. | Bloco                  | Enredo                              |
| ---- | ---------------------- | ----------------------------------- |
| 1    | Boêmios de Inhaúma     | Primaverão                          |
| 2    | Dragão de Nilópolis    | Noites Cariocas                     |
| 3    | Cometas do Bispo       | *                                   |
| 4    | Acadêmicos da Abolição | Canto, Encanto e Decanto            |
| 5    | Gavião de Brás de Pina | Chico, Escravo e Rei                |
| 6    | Unidos do Rio Comprido | O Rei Mandou                        |
| 7    | Arame de Ricardo       | Festa das Frutas                    |
| 8    | Rosa de Ouro           | Vinicius de Moraes, o Poeta do Povo |
| 9    | Unidos da Venda Grande | A Euforia Policrômica de Panapaná   |
| 10   | Força Jovem do Horto   | Traços da Raça                      |
| 11   | Arrastão de São João   | O Vermelho e o Negro                |
| 12   | Solta o Bicho          | Eu Era Feliz e Não Sabia            |
| 13   | Garrafal               | Preta, Preta... Pretinha            |
| 14   | Coração de Éden        | Aurora da Minha Vida                |

### Grupo 3-A
Custou mas Saiu foi o campeão, sendo promovido ao Grupo 2-A. Dragão de Camará, Boca na Garrafa e Embaixadores da Paulo Ramos foram promovidos ao Grupo 2-B. Os últimos colocados foram rebaixados para o Grupo 3-B.
| Legenda: Promovido ao Grupo 2-A Promovidos ao Grupo 2-B Rebaixados para o Grupo 3-B |

| Col. | Bloco                           | Enredo                          |
| ---- | ------------------------------- | ------------------------------- |
| 1    | Custou mas Saiu                 | Esplendor de uma Noite          |
| 2    | Dragão de Camará                | Oswaldo Cruz na Arte da Ciência |
| 3    | Boca na Garrafa                 | Vendaval da Liberdade           |
| 4    | Embaixadores da Paulo Ramos     | Amor Sublime Amor               |
| 5    | Deixa Comigo                    | *                               |
| 6    | Novo Horizonte                  | Naiá Flor Mulher                |
| 7    | Mocidade de Rocha Miranda       | *                               |
| 8    | Samba como Pode                 | *                               |
| 9    | Rouxinol do Grotão da Penha     | As Três Raças                   |
| 10   | Mocidade Unida do Estácio de Sá | Como Era Bom                    |
| 11   | Amizade da Água Branca          | Alegria É Carnaval              |
| 12   | Unidos do Parque Felicidade     | Clara, Mineira e Guerreira      |
| 13   | Acadêmicos de Bento Ribeiro     | *                               |
| 14   | Baba do Quiabo                  | Festa das Três Raças            |

### Grupo 3-B
Unidos da Catruz foi o campeão, sendo promovido ao Grupo 2-B. Bloco do Barriga, Unidos da Laureano e Unidos da Galeria foram promovidos ao Grupo 3-A. Os últimos colocados foram rebaixados para o Grupo 4.
| Legenda: Promovido ao Grupo 2-B Promovidos ao Grupo 3-A Rebaixados para o Grupo 4 |

| Col. | Bloco                     | Enredo                                           |
| ---- | ------------------------- | ------------------------------------------------ |
| 1    | Unidos da Catruz          | Zodíaco Um Cinturão Imaginário                   |
| 2    | Bloco do Barriga          | Vale à Pena Conhecer o Rio!                      |
| 3    | Unidos da Laureano        | Olha o Pau, Olha o Pau                           |
| 4    | Unidos da Galeria         | O Amigo da Madrugada (Homenagem a Adelzon Alves) |
| 5    | Nosso Sonho               | Um Sambista nas Estrelas                         |
| 6    | Surpresa de Realengo      | Perfume                                          |
| 7    | Lambe Copo                | Clara Guerreira Clariô                           |
| 8    | Mocidade do Grajaú        | De Lá Pra Cá Nada Mudou                          |
| 9    | Só Falta Você             | *                                                |
| 10   | Mocidade Peteca da Paraná | Aí Vem a Folia                                   |
| 11   | Os Brasinhas              | Do Batuque à Batucada                            |
| 12   | Dilema da Vila de Ramos   | "Zumbi" O Caudilho Negro                         |
| 13   | Unidos de Edson Passos    | Rua da Carioca                                   |
| 14   | Alegria de Padre Miguel   | *                                                |

### Grupo 4
O desfile do Grupo 4 foi realizado no domingo, dia 4 de março de 1984, na Avenida Nova York, em Bonsucesso. Baixada do Sapo foi o campeão, sendo promovido ao Grupo 3-A.
| Legenda: Promovido ao Grupo 3-A Promovidos ao Grupo 3-B Rebaixados para o Grupo 5 |

| Col. | Bloco                          | Enredo                             |
| ---- | ------------------------------ | ---------------------------------- |
| 1    | Baixada do Sapo                | Um Domingo na Quinta               |
| 2    | Roda Quem Pode                 | *                                  |
| 3    | Passa a Régua de Bangu         | Uma Festa na Bahia                 |
| 4    | Aventureiros do Leme           | Uma Princesa Imortal               |
| 5    | Azul e Branco                  | Do Céu a Criação do Carnaval       |
| 6    | Cem de Nilópolis               | *                                  |
| 7    | Globo de Ouro                  | Fantasia                           |
| 8    | Mocidade de Camará             | Brasil, Canta e Dança              |
| 9    | Três Unidos do Lote XV         | *                                  |
| 10   | Carinhoso da Penha Circular    | Folhas Famosas da Estação Primeira |
| 11   | Infantes da Piedade            | Canta Brasil                       |
| 12   | Inocentes do Jardim Metrópoles | *                                  |
| 13   | Durinhos de Padre Miguel       | Primavera                          |
| 14   | Diplomatas de Anchieta         | Um Amor na Selva                   |

### Grupo 5
O desfile do Grupo 5 foi realizado no domingo, dia 4 de março de 1984, na Avenida Nelson Cardoso, em Jacarepaguá. Corações Unidos da Vila Laíz foi o campeão, sendo promovido ao Grupo 3-B.
| Legenda: Promovido ao Grupo 3-B Promovidos ao Grupo 4 Rebaixados para o Grupo 6 |

| Col. | Bloco                        | Enredo                               |
| ---- | ---------------------------- | ------------------------------------ |
| 1    | Corações Unidos da Vila Laíz | Galanga O Chico-Rei                  |
| 2    | Sangue Jovem                 | Os Tambores de São Luiz              |
| 3    | Acadêmicos dos Prazeres      | *                                    |
| 4    | Chamego de Turiaçu           | Com Sorte ou Azar, o Negócio é Jogar |
| 5    | Unidos de Antares            | Carnaval do Rio Antigo               |
| 6    | Estrela do Bairro Magali     | *                                    |
| 7    | Anjo da Guarda               | Serra Pelada                         |
| 8    | Unidos da Pereira da Silva   | O Rio dos Camelôs                    |
| 9    | Suco de Camarão              | Meu Brasil Brasileiro                |
| 10   | Batutas de Cordovil          | *                                    |
| 11   | União da Vila                | Sol é Vida, Primavera é Amor         |
| 12   | Mocidade de Santa Margarida  | Sonho de um Poeta                    |
| 13   | União da Ponte               | Lamento Xingu                        |
| 14   | Dragão de Irajá              | Folclore de Pernambuco               |

### Grupo 6
O desfile do Grupo 6 foi realizado no domingo, dia 4 de março de 1984, na rua Topázios, em Rocha Miranda. Xodó das Meninas do Jardim América foi o campeão, sendo promovido ao Grupo 4.
| Legenda: Promovido ao Grupo 4 Promovidos ao Grupo 5 Rebaixados para o Grupo 7 |

| Col. | Bloco                              | Enredo                      |
| ---- | ---------------------------------- | --------------------------- |
| 1    | Xodó das Meninas do Jardim América | Carnaval Festa de um Povo   |
| 2    | Paraíso da Alvorada                | Sonho de uma Noite de Verão |
| 3    | Unidos da Fronteira                | Um Domingo no Parque        |
| 4    | Unidos do Anil                     | Mãe África                  |
| 5    | Luar de Prata                      | *                           |
| 6    | Balanço do Jardim Palmares         | O Filho da Quitandeira      |
| 7    | Mimo de Acari                      | Brasil Ouro e Pedrarias     |
| 8    | Unidos da Vila Jardim              | Meu Carnaval é Assim        |
| 9    | Coroados de Santa Cruz             | Jongo, Samba e Fuleiro      |
| 10   | Gavião de Jacarepaguá              | *                           |
| 11   | Hora Certa                         | *                           |
| 12   | Veneno da Suburbana                | Doce Ilusão                 |
| 13   | Unidos do Gramacho                 | Liberdade                   |
| 14   | Alegria do Parque                  | *                           |

### Grupo 7
O desfile do Grupo 7 foi realizado na segunda-feira, dia 5 de março de 1984, na Rua Mercúrio, na Pavuna. Unidos da Curtição foi o campeão, sendo promovido ao Grupo 5.
| Legenda: Promovido ao Grupo 5 Promovidos ao Grupo 6 Rebaixados para o Grupo 8 |

| Col. | Bloco                    | Enredo                                  |
| ---- | ------------------------ | --------------------------------------- |
| 1    | Unidos da Curtição       | Vinicius Poeta de Moraes                |
| 2    | Unidos da Rocinha        | História do Nº4                         |
| 3    | Pavão da Vila Rosário    | Eu Não Quero Nem Saber                  |
| 4    | Imperatriz Iguaçuana     | O Mundo Maravilhoso das Cores           |
| 5    | Unidos da Vila São Luiz  | *                                       |
| 6    | Sai Quem Quer            | *                                       |
| 7    | Gavião da Baixada        | Hoje Tem Espetáculo                     |
| 8    | União da Vila Realengo   | Festa e Folguedos Populares no Carnaval |
| 9    | Mocidade                 | *                                       |
| 10   | Bole-Bole                | Primavera no Rio                        |
| 11   | Unidos da Roquete Pinto  | *                                       |
| 12   | Independente             | Jogo                                    |
| 13   | Imperadores do Samba     | Bananas da Terra                        |
| 14   | Unidos do Bairro Central | *                                       |

### Grupo 8
O desfile do Grupo 8 foi realizado na segunda-feira, dia 5 de março de 1984, na Avenida Santa Cruz, em Realengo. Engrossa foi o campeão, sendo promovido ao Grupo 6.
| Legenda: Promovido ao Grupo 6 Promovidos para o Grupo 7 |

| Col. | Bloco                       | Enredo                            |
| ---- | --------------------------- | --------------------------------- |
| 1    | Engrossa                    | Doce Mundo Infantil               |
| 2    | Mocidade do Samba           | Coração dos Reis Negros           |
| 3    | Flor da Vila Tiradentes     | África, Senzala e Carnaval        |
| 4    | Amor a Natureza             | Um Domingo na Quinta da Boa Vista |
| 5    | Pomba Rolou da Boca do Mato | Burle Marx                        |
| 6    | Acadêmicos de São Jorge     | *                                 |
| 7    | Unidos da Penha             | Abolição da Escravatura           |
| 8    | Mamãe não Deixa             | As Três Raças                     |
| 9    | Sentinela de Pilares        | *                                 |
| 10   | Teimosos da Vila            | Homenagem a Garrincha             |
| 11   | Império de Bonsucesso       | *                                 |

## Coretos
O coreto da Rua Nossa Senhora das Graças venceu a disputa.
| Col. | Coreto                               | Pontos | Premiação   |
| ---- | ------------------------------------ | ------ | ----------- |
| 1    | Rua Nossa Senhora das Graças (Ramos) | 219    | Cr$ 650 mil |
| 2    | Largo da Freguesia (Jacarepaguá)     | 217    | Cr$ 440 mil |
| 3    | Praça Padre Miguel (Realengo)        | 215    | Cr$ 290 mil |
| 4    | Praça Nova Jales (Bangu)             | 170    | -           |
| 4    | Praça Paulo da Portela (Madureira)   | 170    | -           |
| 6    | Rua Bagdá (Honório Gurgel)           | 139    | -           |
| 7    | Largo de Vaz Lobo                    | 128    | -           |
| 8    | Avenida Monsenhor Félix (Irajá)      | 113    | -           |

## Frevos carnavalescos
O desfile dos clubes de frevo foi realizado na noite do sábado, dia 3 de março de 1984, na Avenida Rio Branco.
| Ordem dos desfiles |
| 1. Misto Toureiros 2. Lenhadores 3. Prato Misterioso 4. Batutas da Cidade Maravilhosa 5. Bola de Ouro 6. Vassourinhas 7. Gavião do Mar 8. Pás Douradas |

### Classificação
Vassourinhas foi o campeão.
| Col. | Frevo                         | Pontos |
| ---- | ----------------------------- | ------ |
| 1    | Vassourinhas                  | 58     |
| 2    | Prato Misterioso              | 52     |
| 3    | Lenhadores                    | 52     |
| 4    | Bola de Ouro                  | 52     |
| 5    | Gavião do Mar                 | 51     |
| 6    | Pás Douradas                  | 51     |
| 7    | Batutas da Cidade Maravilhosa | 44     |
| 8    | Misto Toureiros               | 43     |

## Ranchos carnavalescos

### Grupo 1-A
O desfile do Grupo 1-A foi realizado a partir da noite da terça-feira, dia 6 de março de 1984, na Avenida Rio Branco.

#### Classificação
O rancho Decididos de Quintino foi campeão desfilando com o enredo "Faça o Jogo".
| Col. | Rancho                   | Pontos |
| ---- | ------------------------ | ------ |
| 1    | Decididos de Quintino    | 86     |
| 2    | Império de São Cristóvão | 84     |
| 3    | Aliados de Quintino      | 82     |
| 4    | Parasitas de Ramos       | 76     |
| 5    | Unidos do Cunha          | 75     |
| 6    | Azulões da Torre         | 72     |
| 7    | Flor de Madureira        | 60     |

### Grupo 1-B
O desfile do Grupo 1-B foi realizado a partir das 20 horas da segunda-feira, dia 5 de março de 1984, na Rua Domingos Lopes, em Madureira.

#### Classificação
Foliões de Jacarepaguá foi o campeão, sendo promovido ao Grupo 1-A do ano seguinte junto com o vice-campeão, União dos Caçadores.
| Legenda: Promovidos ao Grupo 1-A * Sem informação disponível |

| Col. | Rancho                  | Pontos |
| ---- | ----------------------- | ------ |
| 1    | Foliões de Jacarepaguá  | 88     |
| 2    | União dos Caçadores     | 82     |
| 3    | Alegria de Santo Cristo | 80     |
| 4    | Recreio da Saúde        | 78     |
| 5    | Tradição de Olaria      | 75     |
| 6    | Lira de Vila Isabel     | 70     |
| 7    | Flor Amorosa de Ipanema | 63     |

## Sociedades carnavalescas

### Classificação
Diplomatas da Tiradentes foi o campeão com nota máxima em todos os quesitos.
| Col. | Sociedade                | Pontos | Desempate             |
| ---- | ------------------------ | ------ | --------------------- |
| 1    | Diplomatas da Tiradentes | 50     | -                     |
| 2    | Tenentes do Diabo        | 41     | -                     |
| 3    | Filhos de Ébano          | 37     | Quesito Alegorias     |
| 4    | Clube dos Independentes  | 37     | Quesito Alegorias     |
| 5    | Clube dos Fenianos       | 32     | Quesito Alegorias     |
| 6    | Clube dos Embaixadores   | 32     | Quesito Alegorias     |
| 7    | Embaixada do Sossego     | 27     | -                     |
| 8    | Pierrôs das Cavernas     | 24     | -                     |
| 9    | Turunas de Monte Alegre  | 21     | Quesito Guarda-Roupas |
| 10   | Clube dos Lordes         | 21     | Quesito Guarda-Roupas |
| 11   | Clube dos Cariocas       | 19     | -                     |